# يكة أركنساسية
يوكا أركنساسية (الاسم العلمي: Yucca arkansana) هي نوع من النباتات يتبع جنس اليوكا من الفصيلة الهليونية.